# Niedźwiada (gmina)
Pour les articles homonymes, voir Niedźwiada.
Niedźwiada est une gmina rurale (gmina wiejska) de la powiat de Lubartów, dans la Voïvodie de Lublin, dans l'est de la Pologne.
Son siège administratif (chef-lieu) est le village de Niedźwiada, qui se situe environ 10 kilomètres (km) au nord-est de Lubartów (siège du powiat) et 34 kilomètres au nord de la capitale régionale Lublin (capitale de la voïvodie).
La gmina couvre une superficie de 95,82 km2 pour une population de 6 334 habitants.

## Histoire
De 1975 à 1998, la gmina est attachée administrativement à l'ancienne Voïvodie de Lublin.

Depuis 1999, elle fait partie de la nouvelle voïvodie de Lublin.

## Géographie
La gmina inclut les villages (sołectwa) de:

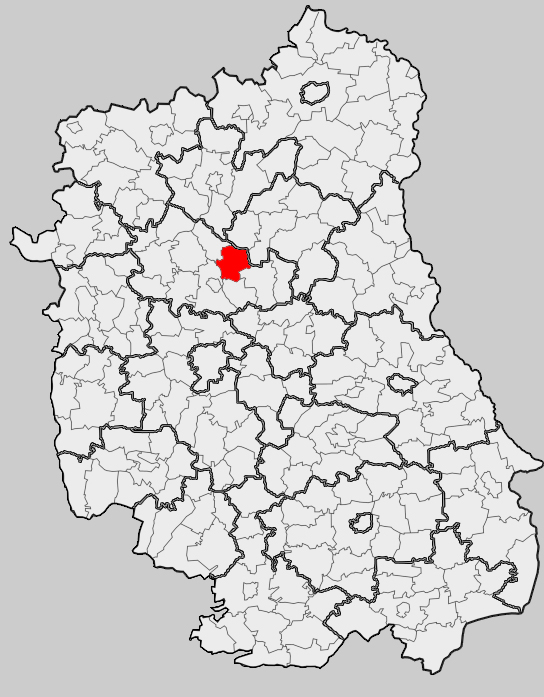
Position de la gmina dans la voïvodie

- Berejów
- Brzeźnica Bychawska
- Brzeźnica Bychawska-Kolonia
- Brzeźnica Książęca
- Brzeźnica Książęca-Kolonia
- Brzeźnica Leśna
- Górka Lubartowska
- Klementynów
- Niedźwiada
- Niedźwiada-Kolonia
- Pałecznica
- Pałecznica-Kolonia
- Tarło
- Tarło-Kolonia
- Zabiele
- Zabiele-Kolonia

### Gminy voisines
La gmina de Niedźwiada est voisine de:

la ville de:
- Lubartów

et les gminy de
- Lubartów
- Ostrów Lubelski
- Ostrówek
- Parczew
- Serniki
- Siemień

## Structure du terrain
D'après les données de 2002, la superficie de la commune de Niedźwiada est de 95,82 kilomètres carrés, répartis comme telle :
- terres agricoles : 76 %
- forêts : 15 %

La commune représente 7,43 % de la superficie du powiat.

## Démographie
Données duu 30 juin 2004:
| Description        | Total  | Total | Femmes | Femmes | Hommes | Hommes |
| ------------------ | ------ | ----- | ------ | ------ | ------ | ------ |
| Unité              | Nombre | %     | Nombre | %      | Nombre | %      |
| Population         | 6 362  | 100   | 3 194  | 50,2   | 3 168  | 49,8   |
| Densité (hab./km²) | 66,4   | 66,4  | 33,3   | 33,3   | 33,1   | 33,1   |